# Bruksbystans naturreservat
Bruksbystans naturreservat är ett naturreservat i Östhammars kommun i Uppsala län.
Området är naturskyddat sedan 1997 och är 7 hektar stort. Reservatet omfattar en skogklädd holme i övre delen av Bruksdammen. Holmen består av halvöppen blandskog.